# Новакович, Митар
Митар Новакович (черног. Mitar Novaković; 27 сентября 1981, Бар, СФРЮ) — черногорский футболист, полузащитник.

## Карьера

### Клубная
Воспитанник клуба «Звездара». Выступал за команды «Звездара», «Борча», «Чукарички», «Железник», «Рад» и «ОФК». С 2008 по 2013 год выступал за российский «Амкар».
В матче 30 тура Чемпионата России по футболу 2010 со «Спартаком» из Нальчика провёл свой 100-й матч за «Амкар» в Премьер-лиге.
30 декабря 2013 года было объявлено о переходе Митара в костанайский «Тобол». Однако уже 11 января Новакович покинул расположение команды, проводившей тренировочный сбор в Турции.

### В сборной
Митар выступал за молодёжную сборную Сербии и Черногории вместе с будущими партнёрами по «Амкару» Николой Мияйловичем и Радомиром Джаловичем, дебютировав в матче с итальянцами, которая впоследствии выиграла серебряные медали на молодёжном чемпионате Европы. Однако на сам турнир поехать не смогу в силу возраста (к моменту начала турнира Новаковичу было 23 года).